# Marzenna Wolska
Marzenna Wolska (znana też jako Marzenna Szustkowska, ur. w 1969 roku w Węgorzewie) – polska modelka.

## Kariera
W 1989 roku wzięła udział w konkursie Dziewczyna Roku, w którym zajęła drugie miejsce, po czym zaczęła pracować jako modelka, m.in. dla domu mody Moda Polska. W 1992 roku zajęła czwarte miejsce w konkursie Miss Polonia. W 1993 roku reprezentowała Polskę na międzynarodowych konkursach piękności, m.in.: Miss Universe, Queen of the Year, w którym zajęła trzecie miejsce oraz konkursie Miss Bride of the World, w którym zajęła pierwsze miejsce. To otworzyło przed nią drogę do światowego modelingu. W latach 90. była modelką, pracowała nie tylko na rynku krajowym, ale przede wszystkim w Paryżu i Mediolanie. W latach 1993–1994 współprowadziła wraz z Andrzejem Woyciechowskim w TV Polsat program Na każdy temat, którego późniejszymi prowadzącymi byli Mariusz Szczygieł i Ilona Felicjańska. W listopadzie 2007 roku pojawiła się na wybiegu po wielu latach przerwy, prezentowała najnowszą kolekcję na pokazie Dawida Wolińskiego.
Od wielu lat Marzenna działa charytatywnie na rzecz dzieci. Obecnie jest prezesem fundacji Orimari, która niesie pomoc dzieciom.